# Valafell
Valafell är ett berg i republiken Island. Det ligger i regionen Suðurland, 110 km öster om huvudstaden Reykjavík. Toppen på Valafell är 699 meter över havet.
Trakten runt Valafell är nära nog obefolkad, med mindre än två invånare per kvadratkilometer. Det finns inga samhällen i närheten. Trakten runt Valafell består i huvudsak av gräsmarker.